# شلل العين بين النوي
شلل العين بين النوي هو اضطراب في الحملقة المتقارنة تُظهر فيه العين المصابة ضعف في الحركة تجاه الداخل. ففي الحالة الطبيعية تكون حركة كلا العينين معا في نفس الوقت ونفس الاتجاه، أما في شلل العين بين النوي يحدث فقد لهذا التقارن، بعبارة أخرى نفترض أن العين اليسرى هي العين المصابة بالشلل، فعندما ينظر المريض جانبا ناحية اليمين فإن العين اليمنى تتحرك يمينا بينما قد لا تتحرك اليسري (المصابة) مطلقا أو تتحرك حركة ضعيفة ناحية اليمن، وهنا يُقال أن التقارن بين العينين قد فُقد. ويصاحب هذا الشلل حدوث رأرأة في العين السليمة، كما يصاحبه ازدواج الرؤية نتيجة هذا الشلل

## الأسباب

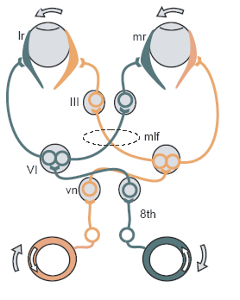
منعكس دهليزي عيني

يحدث هذا الاضطراب بسبب إصابة أو خلل وظيفي في الحزمة الطولانية الإنسية، وهي عبارة عن مسار كثيف الميالين يسمح بتقارن حركة العين عن طريق ربط المركب المكون من مستوى التكوين الشبكي الجسري المجاور للناصف والنواة المبعدة (النواة العصبية التي يخرج منها العصب المبعد والذي يُعرف أيضا بالعصب السادس) في الجانب المقابل بالنواة المحركة للعين (التي يخرج منها العصب المحرك للعين والذي يُعرف أيضا بالعصب الثالث) في نفس الجانب.
غالبا ما يكون التصلب المتعدد هو السبب في حدوث شلل العين بين النوي في المرضي صغار السن.

## التشخيص
يمكن أن يكون هذا الشلل أحد الأعراض المبكرة لمرض التصلب المتعدد لاسيما في صغار السن. وقد تشمل الأعراض المصاحبة له الكلام التفرسي، ورعاش الحركة، وتبول لاإرادي، والرأرأة. [بحاجة لمصدر]